# Дечак
Дечак је млади мушкарац од детињства до адолесценције када постаје мушкарац. Неки извори наводе да је то период од рођења до одрастања.
Процес када дечак одраста и постаје полно зрела особа обухвата више физичких промена које се дешавају (јачање скелета и мишића, појава длака на свим деловима тела укључујући и браду, појачано активирање знојних жлезда итд).

## Дефиниција, етимологија и употреба
Према Меријам-Вебстеровом речнику, дечак је „мушко дете од рођења до пунолетства“.
Реч „boy“ долази од средњег енглеског boi, boye („дечак, слуга“), у вези са другим германским речима за дечака, односно источнофризијским  („дечак, младић“) и западнофризијским  („дечак“). Иако је тачна етимологија нејасна, енглески и фризијски облици вероватно потичу од ранијег англо-фризијског *bō-ja („мали брат“), умањенице германског корена *bō- („брат, мушки сродник“), од протоиндоевропског *bhā-, *bhāt- („отац, брат“). Корен се такође налази у норвешком дијалекатском boa („брат“), и кроз редуплицирану варијанту *bō-bō-, у староскандинавском boef, холандском boef „(криминалац) лопов, неваљалац“, немачки Bube („момак, неваљалац , дечко"). Штавише, ова реч може бити повезана са Bōia, англосаксонским личним именом.

### Специфичне употребе

#### Раса
Историјски гледано, у Сједињеним Државама и Јужној Африци, „дечак” није био само „неутралан” израз за кућне црначке дечаке, већ и омаловажавајући израз за црнце људе; термин је подразумевао подређени статус. Томас Бранч, рани афроамерички адвентистички мисионар седмог дана у Нјасаленду (Малави), назвао је домаће студенте „дечацима“:
Постоји један начин на који процењујемо да су многи од наших садашњих дечака прилично другачији од оних који су били овде давно: они који су ожењени имају своје жене овде са собом, и граде своје куће, и сви су заузети прављењем својих баште. Рекао сам свим дечацима да ако желе да остану овде и уче, они који имају жене морају да их доведу.
 Више политичара – укључујући гувернера Њу Џерсија Криса Кристија и бившег конгресмена Кентакија Џефа Дејвиса – јавно је критиковано, јер су црнца називали „дечаком“.
Током догађаја који је промовисао боксерски меч 2017. између Флојда Мејведера млађег и Конора Мекгрегора, овај потоњи је рекао првом да „плеше за мене, дечко.“ Ове напомене су навеле неколико боксера – укључујући Мејведера и Андреа Ворда – као и више коментатори да оптуже Мекгрегора за расизам.

## Биологија

### Одређивање пола
Људски пол се одређује приликом оплодње када је генетски пол зигота иницијализован сперматозоидом који садржи или X или Y хромозом. Ако ова ћелија сперме садржи X хромозом, он ће се поклопити са X хромозомом јајне ћелије и девојчица ће се развити. Сперматозоид који носи Y хромозом резултира XY комбинацијом и дечак се развија.

### Ин утеро развој и гениталије
Код мушких ембриона од шест до седам недеља гестације, „експресија гена на Y хромозому изазива промене које доводе до развоја тестиса“. У приближно деветој недељи гестације, производња тестостерона од стране мушког ембриона доводи до развоја мушког репродуктивног система.
Мушки репродуктивни систем укључује и спољашње и унутрашње органе. Спољашњи органи укључују пенис, скротум и тестисе. Пенис је цилиндрични орган испуњен сунђерастим ткивом. То је орган који дечаци користе за избацивање урина. Кожица са пениса неких дечака се уклања у процесу познатом као обрезивање. Скротум је лабава кеса коже иза пениса која садржи тестисе. Тестиси су гонаде овалног облика. Дечак углавном има два тестиса. Унутрашњи мушки репродуктивни органи обухватају семеновод, ејакулационе канале, уретру, семенске везикуле и простатну жлезду.

### Физичко сазревање
Пубертет је процес којим дечја тела сазревају у тела одраслих која су способна за репродукцију. У просеку, дечаци почињу пубертет у добу од 11-12 година и завршавају пубертет са 16-17 година.
Код дечака пубертет почиње повећањем тестиса и скротума. Пенис се такође повећава у величини, а код дечака се појављују стидне длаке. Тестиси дечака такође почињу да стварају сперму. Ослобађање семене течности, која садржи сперму и друге течности, назива се ејакулација. Током пубертета, пенис дечака у ерекцији постаје способан да ејакулира сперму и оплоди жену. Прва ејакулација дечака је важна прекретница у његовом развоју. У просеку, дечакова прва ејакулација се дешава са 13 година. Ејакулација се понекад јавља током спавања; ова појава је позната као ноћна емисија.